# Кастелино (Асти)
Кастелино (итал. Castellino) је насеље у Италији у округу Асти, региону Пијемонт.
Према процени из 2011. у насељу је живело 68 становника. Насеље се налази на надморској висини од 281 м.